# Jan Smorenburg
Jan Smorenburg (Utrecht, 11 februari 1900 – Utrecht, 6 januari 1957) was een Nederlands NSB-lid en politiechef in Utrecht tijdens de Tweede Wereldoorlog. Hij was een fanatieke jodenjager en zijn bijnaam luidde de Schrik van Utrecht.

## Loopbaan
Jan Smorenburg viel op jonge leeftijd op door zijn tekentalent en kwam als twaalfjarige onder de hoede van glazenier Otto Mengelberg om opgeleid te worden tot kunstglasschilder. Echter na zijn diensttijd koos hij voor de politie. Hij begon als straatagent en werd in 1930 rechercheur. In die hoedanigheid moest hij de NSB in de gaten houden en kende hij Anton Mussert en Kees van Geelkerken persoonlijk.
Na de Duitse inval sloot Smorenburg zich aan bij de NSB. Daar nam hij deel aan diverse activiteiten. Zo hielp hij in november 1940 met de oprichting van het Rechtsfront in Utrecht en werd zelfs voorzitter ervan. Hij was enige tijd kringleider, verzorgde redactiewerk van een blad en was rapporteur van het Algemeen Toezicht Leden. Naarmate de oorlog vorderde werd hij chef van de Utrechtse Centrale Controle. Vanaf begin 1943 hield deze afdeling zich vooral bezig met het opsporen en arresteren van ondergedoken Joden. Smorenburg werd een fanatieke jodenjager, vooral vanwege het kopgeld. Zo arresteerde hij op 18 december 1942 Selma Wijnberg, de enige Nederlandse vrouw die vernietigingskamp Sobibor overleefde.
Niet alleen werden de Joden door Smorenburg opgepakt, ook eigende hij zich hun spullen toe. Verder leidde de financiële hebzucht van Smorenburg tot omkoperij van met name de rijkere Joden, die zo aan hun arrestatie konden ontkomen. Veel Joden konden ook aan Smorenburg ontkomen dankzij de nauwe contacten die hij onderhield met Frits Elzas, de vicevoorzitter van de Joodse Raad van Utrecht. Elzas probeerde zoveel mogelijk Joden van deportatie te redden en schuwde daarbij volgens de overlevering samenwerking met en omkopen van Smorenburg niet. Dit kon niet bevestigd worden daar Elzas in 1944 werd gedeporteerd. Ook werkte Smorenburg samen met een onderduikmakelaar in Bilthoven. Voor veel geld konden Joden veilige adressen kopen, maar werden ze aan Smorenburg uitgeleverd als ze moeilijk gingen doen. Smorenburgs broer Ad, inspecteur bij de zedenpolitie op het Utrechtse bureau Paardenveld, bleek uit ander hout gesneden. Samen met zijn vrouw verleende hij onderdak aan een Joodse baby.
Al deze voorvallen leidden tot zijn arrestatie in september 1943 door de Sicherheitsdienst en er werden veel door Smorenburg buitgemaakte spullen in beslag genomen. Hiervoor werd hij met acht maanden gevangenisstraf bestraft, waarvan hij zes maanden heeft uitgezeten. Hij ging bij het politiekorps in Den Haag aan de slag en in najaar 1944 bij de politie in Amsterdam. 
In mei 1945 werd Smorenburg opnieuw gearresteerd, maar zijn rechtszaak was gecompliceerd. Ook omdat Smorenburg alle beschuldigingen en verhalen ontkende en overal een verklaring voor had. Pas op 17 maart 1949 werd hij door het Bijzondere Gerechtshof veroordeeld tot veertien jaar gevangenisstraf met aftrek van zijn voorarrest. Ook verloor hij zijn rechten. In cassatie ging er drie jaar af en een groot deel van zijn overgebleven straf werd na een gratieverzoek kwijtgescholden. In totaal heeft hij 4,5 jaar gezeten, waardoor hij in februari 1950 weer vrij man werd. 
Jan Smorenburg overleed in 1957 op 56-jarige leeftijd.

## Links
- Een verhaal over de Jodenjacht in Utrecht
- Overzicht naar aanleiding van het Zuiveringsbesluit 1945, gepubliceerd in Nederlands Staatscourant
- Vonnis in Utrechtsch Nieuwsblad op 17 maart 1949